# 法塞莱莱阿加
法塞萊萊阿加（Fa'asaleleaga）是萨摩亚的一个政治区，位于薩瓦伊島。面积266平方公里，人口12,949人（2001年统计）。该区包含16个村。
為薩瓦伊島最東的政治區。
13°40′S 172°15′W / 13.67°S 172.25°W